# Siedem grzechów głównych (obraz Hieronima Boscha)
Siedem grzechów głównych i cztery rzeczy ostateczne lub Stół Mądrości (niderl. Tafelblad met de zeven hoofdzonden) – obraz powstały w pracowni Hieronima Boscha, namalowany na blacie stołu, być może z udziałem mistrza, datowany na ok. 1500.

## Problem atrybucji
Już w XVI w. były kłopoty z atrybucją obrazu. Hiszpański humanista Filipe de Guevara, znawca i kolekcjoner dzieł malarza, ok. 1560 przypisał go najbardziej uzdolnionemu uczniowi Boscha, który nie tylko potrafił dokładnie imitować styl swego nauczyciela i podpisywał obrazy jego sygnaturą, lecz nawet bywał w wykonaniu tych dzieł bardziej „precyzyjny i cierpliwy”. Obecnie powszechnie uznaje się, że dzieło powstało w pracowni artysty. Świadczą o tym pewne niezręczności stylistyczne (krótkie, przysadziste i niezgrabne sylwetki, twarde powierzchnie, ciemne kontury, płaskie jasne barwy), wątpliwy kształt sygnatury oraz stroje, które weszły w użycie dopiero ok. 1515. Niektóre drobiazgi o wyższej jakości artystycznej oraz kilka postaci w scenie przedstawiającej Zazdrość mogły wyjść spod ręki samego Boscha. Również inny obraz o tej samej tematyce przypisywany Boschowi, będący własnością Fine Arts Foundation w Genewie, jest wytworem jego pracowni lub kręgu.

## Opis obrazu

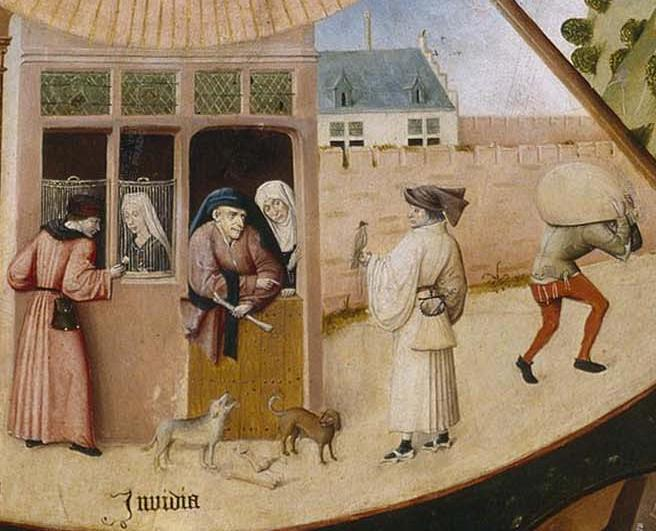
Zazdrość

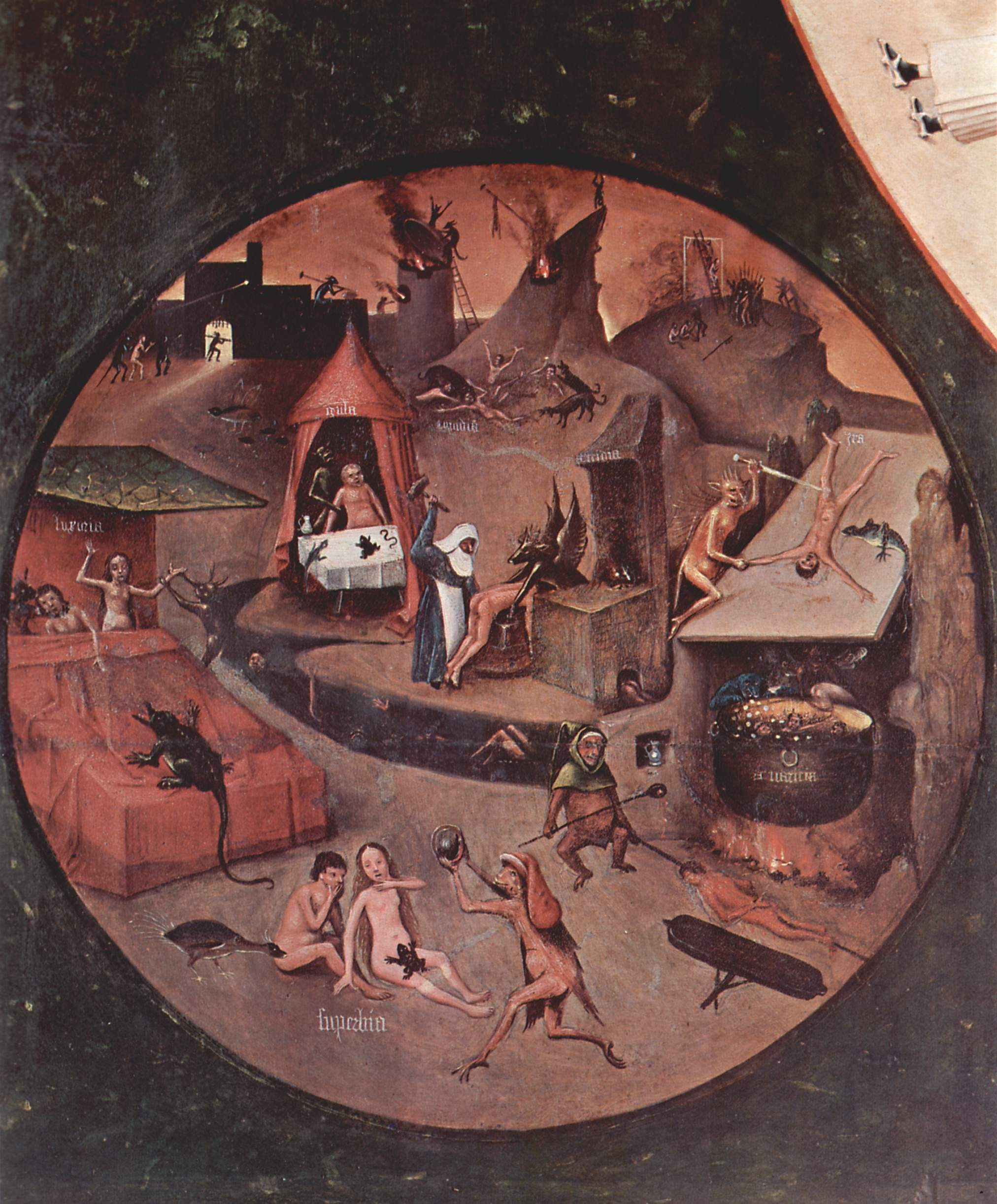
Piekło

Dzieło składa się z serii niewielkich obrazków w formie tond, ukazujących kolejno: Śmierć (na górze z lewej), Sąd Ostateczny (na górze z prawej), Piekło (na dole z lewej) oraz Niebo (na dole z prawej). W centrum płyty znajduje się półpostać Chrystusa Zmartwychwstałego umieszczona w kole otoczonym pierścieniem i 128 koncentrycznymi promieniami. Symbolizuje ono oko Opatrzności, które obserwuje wszystkie ludzkie przewinienia. Poniżej wizerunku znajduje się łacińska inskrypcja: Cave cave d[omi]n[u]s videt (Strzeż się, strzeż się, Bóg widzi). Zewnętrzny krąg tworzy siedem kwater w kształcie trapezów, przedstawiających żywe i pełne humoru scenki wyobrażające siedem grzechów głównych.

### Grzechy główne
Grzechy główne przedstawione zostały zgodnie z ruchem wskazówek zegara w formie scenek rodzajowych. Każda scena opatrzona jest łacińską inskrypcję z nazwą grzechu:
- Ira (Gniew) – scena zazdrości i kłótni: kobieta próbuje powstrzymać pijanego męża awanturującego się przed karczmą.
- Invidia (Zazdrość) – psy szczerzą na siebie kły ze wzrokiem utkwionym w kość; jest to nawiązanie do flamandzkiego przysłowia: Dwa psy przy jednej kości nie dojdą do zgody
- Avaritia (Chciwość) – skorumpowany sędzia (postać w czerwonej todze) przyjmuje łapówkę od postaci po prawej stronie.
- Gula (Obżarstwo) – suto zastawiony stół, wokół którego siedzą łapczywie zajadający ludzie.
- Acedia (Lenistwo) – zakonnica przypomina drzemiącemu przy ogniu mężczyźnie o obowiązkach religijnych, wyciągając ku niemu różaniec.
- Luxuria (Nieczystość) – dwie flirtujące ze sobą pary obejmują się w otwartym namiocie, przyglądając się popisom błaznów symbolizującym pustą rozrywkę; porzucone instrumenty muzyczne symbolizują poniżenie ludzkiego ciała.
- Superbia (Pycha) – dama przegląda się w lustrze trzymanym przez diabła; otwarta skrzynia z biżuterią na podłodze symbolizuje próżność, zaś dzbany i naczynia symbolizują pychę domostwa.

### Cztery rzeczy ostateczne
Cztery zewnętrzne okręgi przedstawiają miejsca i zdarzenia związane ze śmiercią. Pierwszy z nich ukazuje samą śmierć – mężczyzna otrzymuje ostatnie sakramenty, podczas gdy diabeł i anioł już oczekują na to, kto weźmie jego duszę. W tym samym czasie, w sąsiednim pomieszczeniu, członkowie jego rodziny grają w karty. Kolejne sceny przedstawiają Sąd Ostateczny (Chrystus wskrzesza umarłych, którzy powstają z grobów) oraz piekło (ciemne, nieuporządkowane, wypełnione cierpieniem i zniszczeniem; przy każdym z grzeszników znajduje się łacińska nazwa grzechu, za który cierpi) i niebo (św. Piotr wita i zaprasza zbawionych na uporządkowany, harmonijny dziedziniec oświetlony boskim blaskiem).
O dydaktycznym charakterze dzieła przypominają dwie filakterie zawierające łacińskie cytaty z Księgi Powtórzonego Prawa:
„Gdyż jest to plemię niemądre i niemające rozwagi. Jako roztropni zdołaliby pojąć, zważaliby na swój koniec” (górna).
„Odwrócę od nich oblicze, zobaczę ich koniec” (dolna).